# Eriobotrya dubia
Eriobotrya dubia är en rosväxtart som först beskrevs av John Lindley, och fick sitt nu gällande namn av Joseph Decaisne. Eriobotrya dubia ingår i släktet eriobotryor, och familjen rosväxter. Inga underarter finns listade i Catalogue of Life.